# Eucalyptus angophoroides
Eucalyptus angophoroides är en myrtenväxtart som beskrevs av Ralph Baker. Eucalyptus angophoroides ingår i släktet Eucalyptus och familjen myrtenväxter. Inga underarter finns listade i Catalogue of Life.

## Bildgalleri

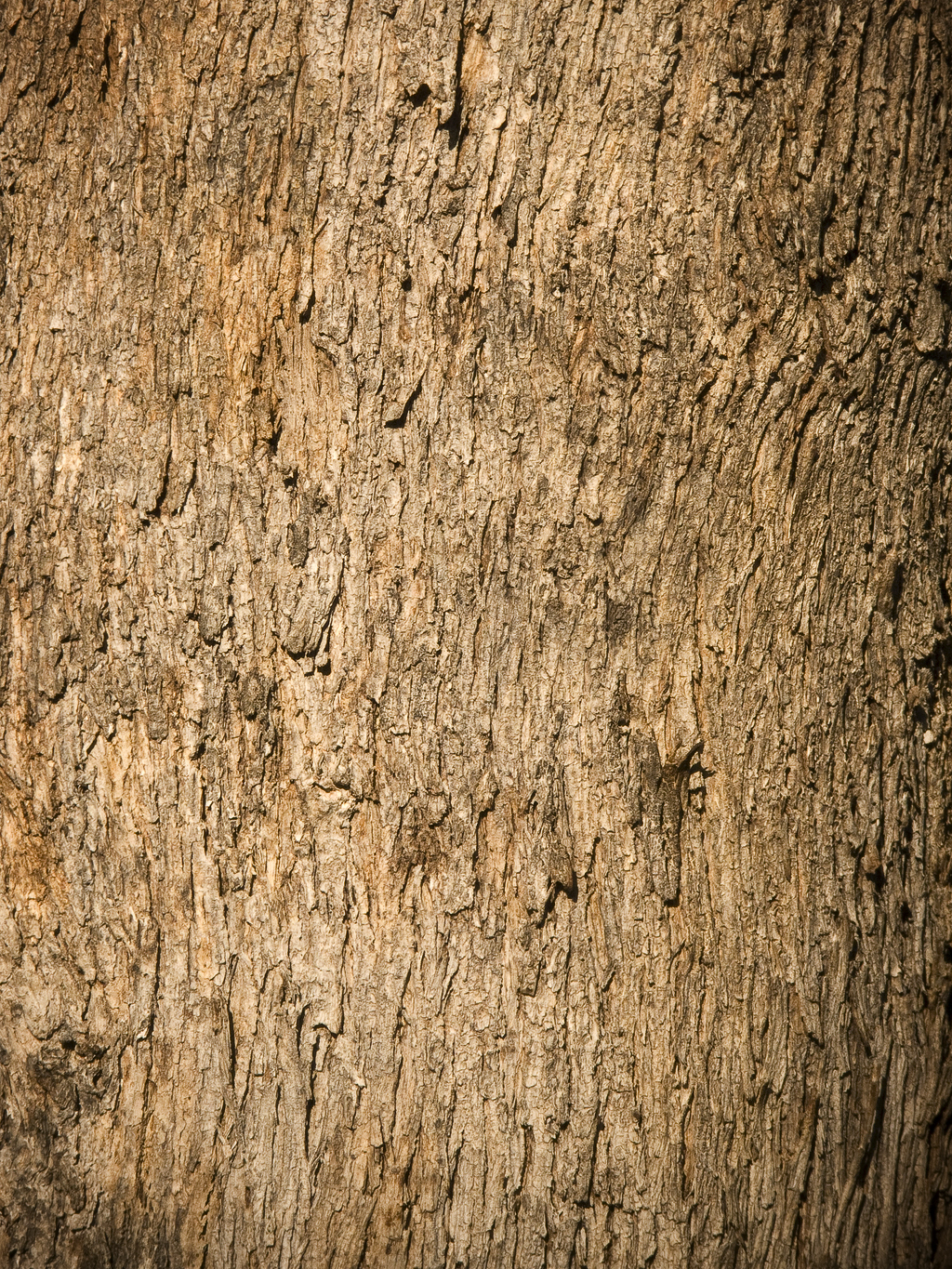
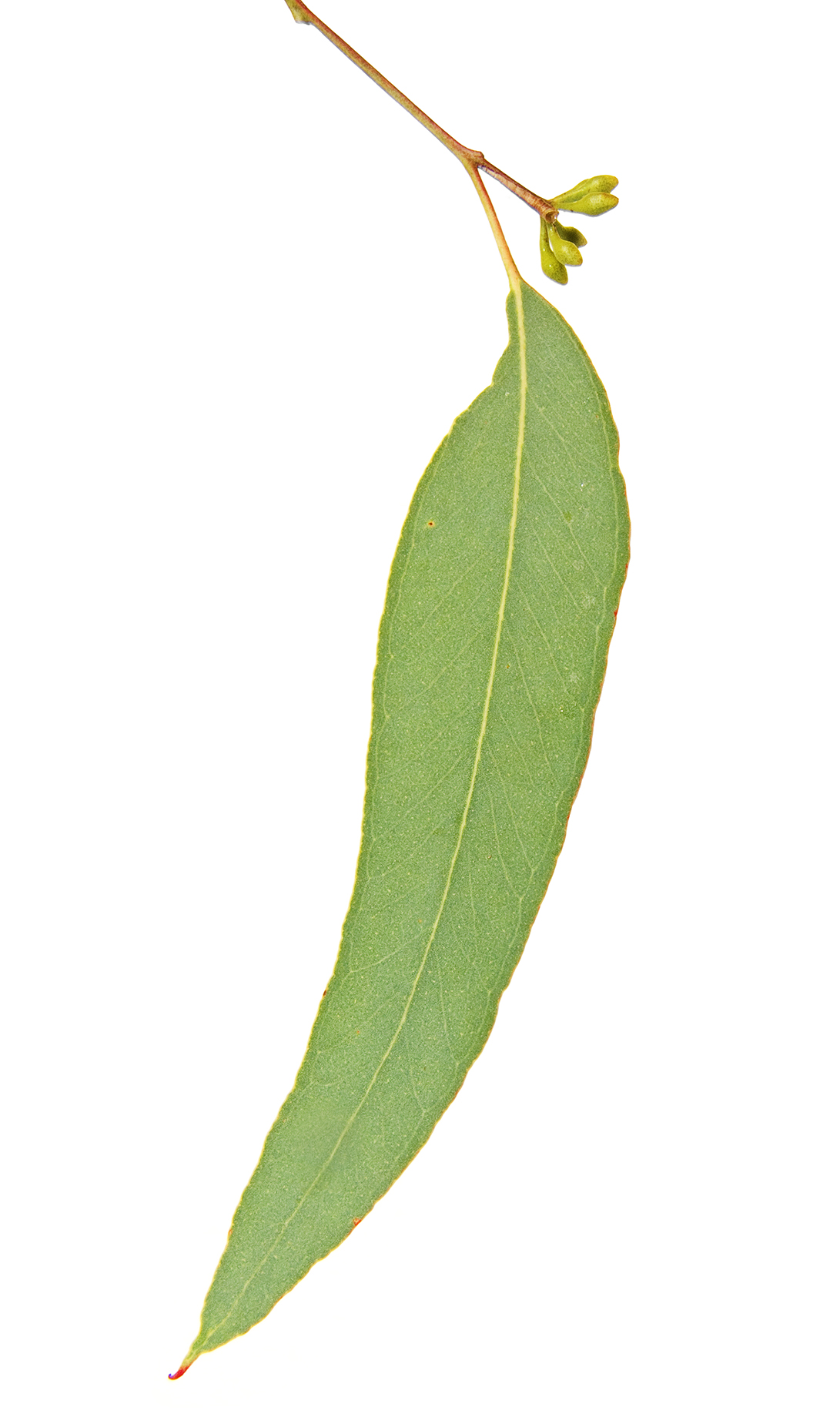